# Science power platform

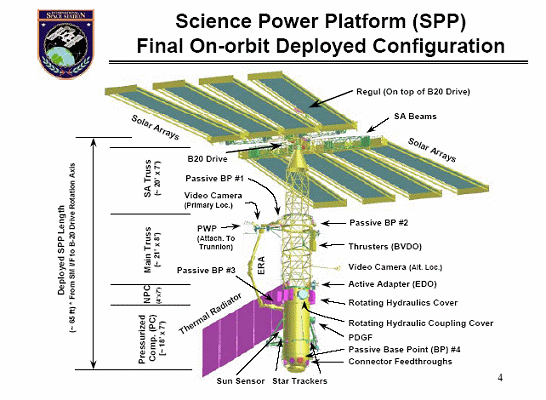
Plataforma de Energía de la EEI (NASA).

La Plataforma de Energía o Science Power Platform (SPP) (del ruso: Научно-энергетическая платформа) era un elemento ruso proyectado para la Estación Espacial Internacional (EEI) que iba a ser llevada a la estación por, o bien un cohete Protón, o por un cohete Zenit ruso y que estaba diseñado inicialmente para formar parte de la Mir-2. Como parte de un acuerdo de compensación con las otras partes de la EEI se decidió que en su lugar lo llevase el transbordador espacial estadounidense. Hubiera proporcionado energía adicional para la EEI, así como la capacidad de control en el eje axial para las instalaciones orbitales. La SPP hubiera tenido ocho paneles solares y un brazo robótico proporcionado por la Agencia Espacial Europea (ESA) dedicado a mantener la SPP. Pese a esto, el brazo robótico (Brazo Robótico Europeo) seguirá siendo parte de la estación. Los planes iniciales eran transportarlo junto con el Módulo Laboratorio Multipropósito ruso en un cohete Protón en 2008.
En marzo de 2006 se llegó a un acuerdo  entre los rusos y la NASA por el cual se les permitía obtener parte de la potencia necesaria en los segmentos rusos de los cuatro paneles solares estadounidenses. Originalmente la SPP debería haber hecho los cuatro módulos rusos independientes del suministro de energía del resto de la estación. Sin embargo, se va a usar el casco presurizado, fabricado para una prueba estática, en el Rassvet ruso, programado para ser lanzado en la misión STS-131 en 2010. Fue acoplado al puerto nadir del módulo Zarya.